# Leucopogonella sinuata
Leucopogonella sinuata là một loài côn trùng cánh nửa trong họ Aleyrodidae, phân họ Aleyrodinae.
Leucopogonella sinuata được Dumbleton miêu tả khoa học đầu tiên năm 1961.